# Battaglia di Tapso
La battaglia di Tapso si svolse il 6 aprile 46 a.C. (equivalente al 7 febbraio del calendario riformato) nei pressi di Thapsus (oggi Ras Dimas, Tunisia). L'esercito della Repubblica senatoriale, condotto da Quinto Cecilio Metello Pio Scipione Nasica e dal suo alleato Giuba I di Numidia, si scontrò con le forze di Gaio Giulio Cesare, che finirono per avere il sopravvento. Con questa vittoria Cesare spezzò le resistenze che ancora vi erano contro il suo potere in Africa e si avvicinò ancora di più al potere assoluto.

## Antefatto
L'esercito di Cesare venne sconfitto a Dyrrhachium (Durazzo), ma poi quello di Pompeo subì una sconfitta decisiva a Farsalo nel 48 a.C. Pompeo venne ucciso, ma i suoi luogotenenti, decisi a non cedere, si radunarono nelle province d'Africa e organizzarono una resistenza. I loro capi erano ora Marco Porcio Catone Uticense, Marco Petreio e Quinto Cecilio Metello Pio Scipione Nasica. Inoltre, essi avevano come valido alleato il re Giuba I di Numidia. Dopo la pacificazione delle province orientali ed una breve visita a Roma, Cesare inseguì i suoi avversari in Africa ed approdò a Hadrumetum (l'odierna Susa, in Tunisia) il 28 dicembre 47 a.C.
La fazione pompeiana riunì le proprie forze con velocità impressionante. Il proprio esercito comprendeva 40000 uomini (circa 10 legioni romane), una potente arma di cavalleria, condotta dall'ex braccio destro di Cesare, il valente Tito Labieno, oltre alle forze alleate del re di Numidia e una sessantina di elefanti. I due eserciti s'impegnarono in una serie di scaramucce per misurare le forze rispettive, e durante questa fase due legioni dei conservatori disertarono in favore di Cesare (la IV e la VI). Nel frattempo, Cesare aspettava rinforzi dalla Sicilia (le legioni IX e X). All'inizio di aprile, Cesare arrivò a Tapso ed assediò la città, bloccandone l'accesso meridionale con tre linee di fortificazioni. I conservatori, guidati da Metello Scipione, non potevano permettersi di perdere la posizione, e furono costretti ad accettare lo scontro.

## La battaglia
L'esercito di Metello Scipione circondò Tapso per avvicinarsi alla città dal suo lato nord. Prevedendo l'approssimarsi di Cesare, rimasero in ordine serrato di battaglia, tenendo ai lati la cavalleria con gli elefanti. La posizione di Cesare era tipica del suo modo di combattere, con lui al comando del lato destro e la cavalleria e gli arcieri ai fianchi. La minaccia costituita dagli elefanti fu alla base della precauzione di rinforzare la cavalleria con 5 coorti.
Un trombettiere di Cesare diede l'ordine di battaglia. Gli arcieri di Cesare attaccarono gli elefanti, ma, dato lo spessore della loro pelle, le frecce furono inefficaci. Gli elefanti colpirono a fondo con le zanne e molti legionari Cesariani morirono all'impatto. Il lato sinistro degli elefanti attaccò il centro dei Cesariani, dove era posta la V legione. Questa legione sostenne l'attacco con tale coraggio che da allora in poi un elefante divenne il suo simbolo. I pachidermi, intanto, stavano massacrando i fanti, aprendo la strada ai cavalieri di Scipione. Cesare fece suonare enormi trombe con tanta violenza da spaventare e far retrocedere gli elefanti, che calpestarono la cavalleria. Dopo la perdita degli elefanti, Metello Scipione cominciò a perdere terreno. La cavalleria di Cesare scavalcò gli avversari con una manovra, distrusse il campo fortificato e costrinse il nemico alla ritirata. Le truppe alleate di Giuba abbandonarono le posizioni tornando verso le proprie terre poiché Bocco, un altro principe di Mauretania, aveva nel frattempo attaccato Cirta, la capitale di Giuba. Quando Scipione rimase con solo una parte degli elefanti africani e senza rinforzi, le sorti della battaglia furono decise. Scipione scappò a sua volta, via mare, lasciando l'esercito nelle mani di Afranio.
Circa 10000 soldati avversari, tra cui lo stesso Metello Scipione, volevano arrendersi a Cesare, ma vennero invece uccisi dal suo esercito. Questo comportamento è insolito per Cesare, che era noto come vincitore generoso. Alcune fonti sostengono che Cesare avrebbe avuto un attacco epilettico durante la battaglia e che non fosse pienamente in sé durante la sua conclusione.

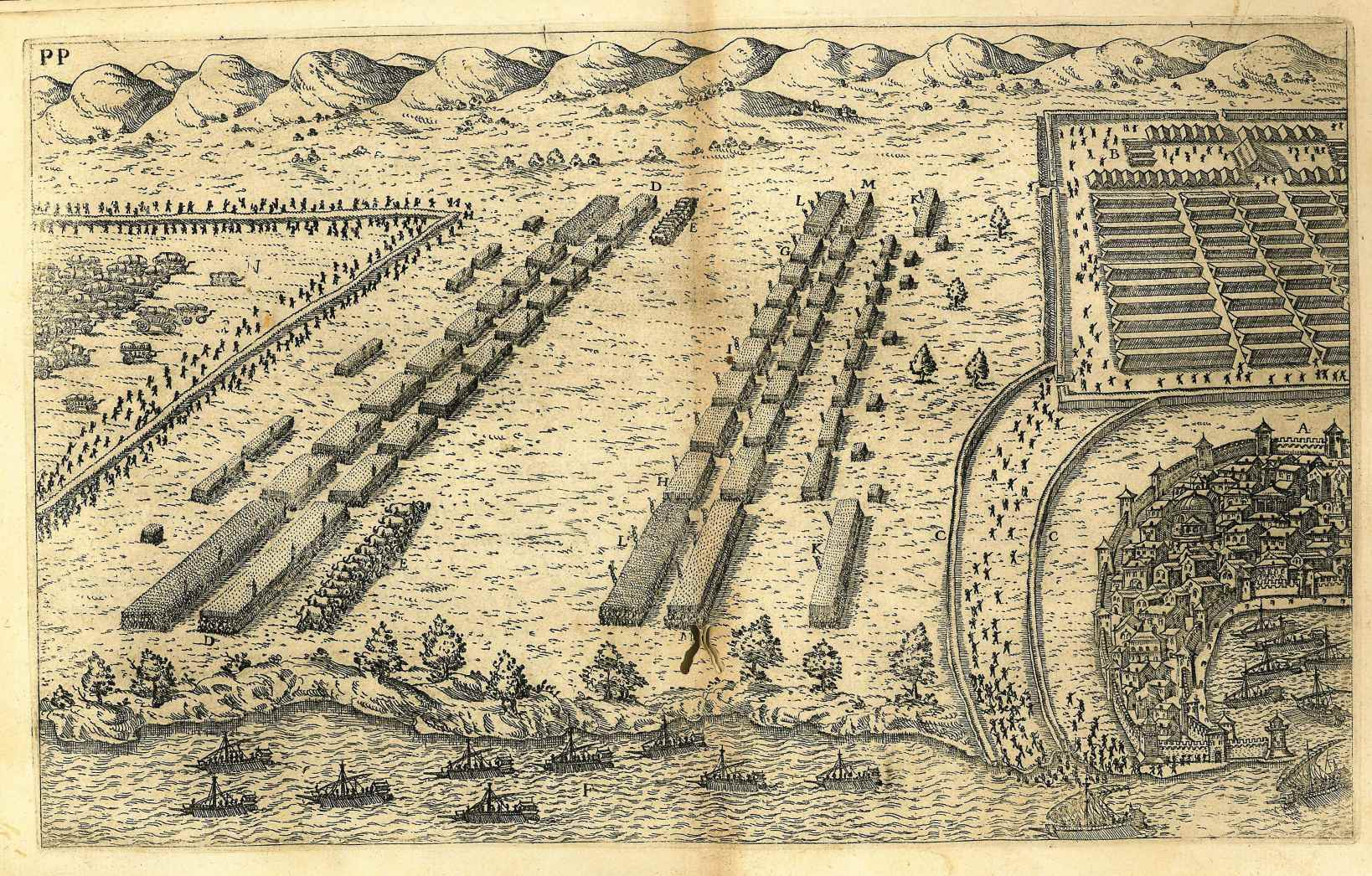
La battaglia di Tapso - Illustrazione in rame di Andrea Palladio, da un libro del 1619
A- la città di Tapso; B- alloggiamento di Cesare; C-Trincee di Cesare; D- cavalleria di Scipione; E- elefanti, sul corno destro e sinistro; F- galee di Cesare "mandate per far paura a' nemici"; G- X legione; H- VIII legione, I- altre 5 legioni; K- battaglia contro gli elefanti; L- arcieri e frombolieri contro gli elefanti; M- cavalleria di Cesare; N- alloggiamenti di Scipione

## Conseguenze
Dopo la battaglia, Cesare riprese l'assedio di Tapso, che finì poi per cadere. Cesare continuò fino ad Utica, dove si trovava con le sue truppe Catone. Alla notizia della sconfitta degli alleati, Catone si suicidò. Cesare ne fu sconvolto e secondo Plutarco avrebbe detto: «O Catone, ti porto invidia di tua morte, perché mi togliesti l'onore di salvarti la vita».
Cesare catturò i 60 elefanti e provò a domarli per farli combattere nel suo esercito, ma erano ben addestrati e non ubbidirono. Cesare li fece liberare.
La battaglia fu la premessa al ristabilimento della pace in Africa. Dopo qualche tempo Cesare fece ritorno a Roma (il 25 luglio dello stesso anno), ma l'opposizione doveva rinascere ancora. Tito Labieno, i figli di Pompeo ed altri riuscirono infatti a fuggire nelle province della Spagna. La guerra civile non era ancora finita e ben presto ci sarebbe stata la battaglia di Munda.